# Ciśnienie (album)
Ciśnienie – album studyjny zespołu Dżem, nagrany wraz ze Sławomirem Wierzcholskim, wydany w 1993 roku.
Autorem muzyki i tekstów jest Sławomir Wierzcholski. Realizacja dźwięku Piotr Madziar. Materiał nagrano w Studio „Giełda” Polskiego Radia w Poznaniu w dniach 24-25 kwietnia 1992 roku.

## Muzycy
- Sławomir Wierzcholski – harmonijka ustna, śpiew
- Paweł Berger – instrumenty klawiszowe
- Adam Otręba – gitara
- Beno Otręba – gitara basowa, śpiew
- Jerzy Piotrowski - perkusja
- Jerzy Styczyński – gitara

## Lista utworów
1. „Wodnik – rozrywkowy bar” – (02:03)
2. „Ciśnienie” – (02:56)
3. „Już nigdy więcej” – (03:09)
4. „Niezapłacony rachunek” – (03:06)
5. „Blues telefoniczny” – (07:55)
6. „Zawsze wygra blues” – (03:04)
7. „Wspaniałe życie” – (02:59)
8. „Przez całą noc” – (02:50)
9. „Ani słowa o kłopotach” – (03:56)
10. „Żeberka” – (02:12)
11. „Moje życie to blues” – (05:33)
12. „Przegranych nikt nie lubi” – (02:30)
13. „Lata dziewięćdziesiąte” – (01:27)

## Wydawnictwa
MC Bass Records BMC 036; kwiecień 1993
CD Bass Records BCD 002; grudzień 1993
CD MTJCD 90081 (box Historia choroby Sławomira Wierzcholskiego);  4 października 2006